# 现代货币理论
现代货币论（英語：Modern Monetary Theory，缩写MMT）是一种非主流的宏观经济学理论，认为现代货币体系实际上是一种政府信用货币体系。
现代货币论認為主權國家的货币並不与任何商品和其他外币挂钩，只与未来税收與公债相对应。因為主权货币具有无限法偿性質，没有名义预算约束，只存在通貨膨脹的实际约束。主张功能性财政，即应由財政部代替中央銀行承担实现消滅失業率和避免過度的通貨膨脹的职能。
现代货币论認為，货币的唯一價值就是公家賦予的繳稅功能，政府可以一直發行貨幣來活絡市場，唯一制约超发货币的因素就是通货膨胀；但公家可以通过課税，来收取民間擁有的货币以防止出現通货膨胀。
現代貨幣論的論點經常被曲解，很多人以為這個理論主張無限制地印錢，但事實上現代貨幣論沒有這一主張，而且其論點比他們所宣稱的複雜得多。
現代貨幣論是有爭議性的，人們對其理論完整性、其認可者所提出的政策建議的含義和它實際上與正統的宏觀經濟學的分歧程度進行了積極的辯論。現代貨幣論反對宏觀經濟學理論對很多現象的主流解釋，因而受到許多主流經濟學家的嚴厲批駁。

## 歷史
現代貨幣論綜合了圖表主義創立人喬治·弗里德里希·克納普所創立的貨幣國家論（也被稱爲舊憲章主義）論點、阿爾弗雷德·米切爾—英尼斯所創立的貨幣信用論論點，阿巴·勒納所提出的功能性金融建議、海曼·明斯基所持有關於銀行系統的觀點。和韋恩·戈德利所提出的部門平衡方法。
納普在1905年寫道：「貨幣是法律的產物。」而不把它視為一種商品。克納普將他所創立的貨幣國家論與金本位主義的“金屬主義”觀點進行了對比，在金本位主義理論中，單位貨幣的價值取決於它所包含的貴金屬的數量或它可能被交換的貴金屬的數量。克納普聲稱國家可以創造純粹的紙幣，並且透過承認其爲法定貨幣來使其可以被兌換，國家貨幣的標準是“在公共支付辦公室被接受的”。
對於貨幣的普遍看法是，它是從以物易物的制度中的交易物演變成一種交換媒介的，原因是它代表了一種具有一定使用價值的耐用商品，但MMT的認可者如Randall Wray和Mathew Forstater聲稱，許多古典經濟學家的早期作品中出現了似乎支持稅收驅動紙幣的憲章主義觀點的更一般的陳述，這些經濟學家包括亞當·斯密、讓·巴蒂斯特·薩伊、J·S·穆勒、卡爾·馬克思及威廉·斯坦利·傑文斯。
阿爾弗雷德·米切爾-英尼斯（Alfred Mitchell-Innes）在1914年寫道，貨幣不是作爲交換媒介存在的，而是作爲延期支付的標準存在的，政府的錢是政府可以通過稅收收回的債務。因尼斯宣稱：
每當徵稅時，每個納稅人都要負責償還政府因發行貨幣而欠下的一小部分債務，不論這些貨幣是硬幣、憑證、紙幣、國庫券，還是擁有其他任何名稱的貨幣。他必須從一些持有硬幣或證書或其他形式的政府貨幣的人那裏獲得他的那部分債務，並且將其提交給財政部以清償他的法定債務。他必須贖回或取消那部分債務。  ...  用稅收來償還政府債務是鑄幣的基本法則，也是任何形式的政府“貨幣”發行的基本法則。——阿爾弗雷德·米切爾-英尼斯，〈貨幣信用論〉,《銀行法雜誌》
著名經濟學家約翰·梅納德·凱恩斯在他寫於1930年的《貨幣論》一書的開篇中提及了克納普及圖表主義，似乎影響了古典凱恩斯主義者所持有關於國家在經濟體系中所發揮的作用的觀點。
到了1947年 阿巴·勒納（Abba Lerner）撰寫〈貨幣是國家的產物〉（Money as a Creature of the State）一文時，經濟學家基本上已經放棄了關於貨幣價值與黃金有密切關係一説的觀點。勒納宣稱避免通貨膨脹和蕭條的責任在於國家，原因是國家有能力創造貨幣或徵稅。
海曼·明斯基在《穩固不穩定的經濟》（Stabilizing an Unstable Economy）一書中似乎傾向於用圖表主義分析法來理解貨幣如何被創造，而巴茲爾·摩爾在他的《水平主義者和垂直主義者》一書中列出了銀行貨幣和國家貨幣之間的差異之處。
1996年，韋恩·戈德利寫了一篇關於他的部門平衡方法的文章，MMT借鑑了這一方法。
經濟學家沃倫·莫斯勒、蘭德爾·雷、斯蒂芬妮·凱爾頓、Bill Mitchell和Pavlina R. Tcherneva在很大程度上使舊憲章主義的思想復興，將其作爲對貨幣被創造一事的解釋；沃倫將這種被復興的思想稱爲新憲章主義。
羅傑·馬爾科姆·米切爾所寫的書籍《免費的錢》（1996年）用通俗的語言描述了憲章主義的精髓。
Pavlina R. Tcherneva為MMT開發了第一個數學框架並主要集中於發展就業保障的想法。
澳大利亞紐卡斯爾大學經濟學教授、充分就業與公平中心主任比爾·米切爾（Bill Mitchell）創造了“現代貨幣論”一詞。在他們於2008年出版的《被放棄的充分就業》一書中，米切爾和瓊·穆伊斯肯（Joan Muysken）使用這個術語來解釋國家壟斷發行法定貨幣這一現象和浮動匯率使貨幣政策不必保障外匯儲備的貨幣體系的穩定性。
一些當代的現代貨幣論者 如華雷 將MMT引入後凱恩斯主義經濟學理論中，而MMT被提出作爲貨幣循環論的替代理論或補充理論，兩者都是內生貨幣的形式，即在經濟體內部創造的貨幣，如政府赤字支出或銀行貸款，而不是來自外部，也許是黃金。在互補的觀點中，現代貨幣論解釋了“垂直”（政府與私人，反之亦然）的互動，而貨幣循環論是“水平”（私人與私人）的互動的模型。
到2013年，現代貨幣論已經通過學術性博客及其他網站從公眾當中吸引了一批追隨者。
2019年，在美國衆議院議員亞歷山德里亞·奧卡西奧-科爾特斯（Alexandria Ocasio-Cortez）於1月表示他認現代貨幣論應該成爲對話的一個更大部份之後，現代貨幣論成爲辯論的一個主要話題。2019年2月，《宏觀經濟學》成爲第一本基於宏觀經濟學理論的學術教科書，由比爾·米切爾、蘭德爾·雷及馬丁·瓦茨所出版。現代貨幣論越來越多地被首席經濟學家和華爾街高管用於經濟預測和投資策略。這一理論也在日本的立法者中引起了激烈的爭論。在經歷了多年的赤字開支後，日本正在計畫增稅。
2020年6月，斯蒂芬妮·凱爾頓（Stephanie Kelton）關於現代貨幣論的著作《赤字神話》（The Deficit Myth）成為《紐約時報》暢銷書。

## 原則
現代貨幣論的主要原則是發行自身的法定貨幣的政府能夠做到下列幾點：   
- 可以支付商品、服務和金融資產，而不需要首先以稅收或債務發行的形式在購買之前收取資金。
- 不能被迫對以本國貨幣計價的債務違約。
- 在貨幣創造和購買方面受到限制，只受通貨膨脹的影響，一旦經濟中的實際資源（勞動力、資本和自然資源）在充分就業的情況下得到利用，通貨膨脹惡化速度就會加速。
- 建議加強自動穩定機制以控制需求拉動型通貨膨脹[44]而不是依賴於自由裁量的稅收變化。
- 發行債券能夠成爲一種貨幣政策手段，而不是成爲一種融資手段。

現代貨幣論的前四個原則與主流經濟學理論對貨幣創造和通貨膨脹的解釋並不互相矛盾。然而，認可現代貨幣論的經濟學家在第五個原則上與主流經濟學界有分歧，即政府赤字對利率的影響。

## 理論
在主權金融體系中，銀行可以創造貨幣，但這些「橫向」交易不會增加淨金融資產，因為資產被負債抵消。現代貨幣論的正確性的認同者聲稱：「政府的資產負債表中，其資產方不包括任何國內貨幣工具；它不擁有任何貨幣。政府發行的所有貨幣工具均位於其負債方，並隨著支出和稅收而產生和銷毀，或作為債券被發行。」在現代貨幣論中，「垂直貨幣」通過政府支出進入流通。稅收及其法定貨幣使權力能夠清償債務並將法定貨幣確立為貨幣，透過以私人納稅義務的形式創造需求來賦予法定貨幣價值。此外，罰款、費用和許可證也創造了對貨幣的需求。這種貨幣可以由國內政府發行，也可以使用外國接受的貨幣發行。持續的稅務義務與私人信心和對貨幣的接受程度相結合，支撐了貨幣的價值。由於政府可以隨意發行自己的貨幣，因此現代貨幣論認為，相對於政府支出（政府赤字支出或預算盈餘）的稅收水平實際上是調節通貨膨脹和失業的政策工具，而不是為經濟提供資金的手段。至於政府本身的活動，現代貨幣論的方法典型地顛覆了政府緊縮論。兩者的政策意涵同樣通常是對立的。

### 縱向交易
現代貨幣論將政府實體（公共部門）和非政府實體（私營部門）之間的交易稱爲“縱向交易”。政府部門包括財政部和中央銀行。非政府部門包括國內和國外的私人個人和公司（包括私人銀行系統）以及貨幣的外國買家和賣家。

### 橫向交易
認可現代貨幣論的經濟學家將私人部門內部的任何交易都描述爲“橫向”交易，包括通過銀行提供信貸來擴大廣義貨幣供應量。
現代貨幣論的經濟學家認爲貨幣乘數的概念是具誤導性的，這個概念與銀行通過其持有的存款和資本要求來放貸是完全受限的這一説法有關。從銀行間市場（或中央銀行）借入資金的成本不是貸款的實際限制，而是當私人銀行的貸款超過其準備金或資本要求時的相關盈利考慮（見政府和銀行部門之間的相互作用）。對就業的影響被用作貨幣壟斷者過度限制納稅和滿足儲蓄慾望所需的金融資產供應的證據。
現代貨幣論認爲銀行信貸應被視爲基礎貨幣的“槓桿”，而不應被視爲增加一個經濟體所持有的淨金融資產：   只有政府或央行能夠發行高能貨幣而沒有相應的負債。斯蒂芬妮·凱爾頓聲稱由於有國家擔保，因此銀行貨幣在解決債務和稅收問題時通常被接受，但國家發行的高能量貨幣位於“貨幣等級”的頂端。

### 政府與銀行業之間的互動
現代貨幣論建基於政府及其中央銀行和商業銀行部門之間的互動的“操作性實際情況”，斯科特·富爾維勒（Scott Fullwiler）等現代貨幣論者認爲理解儲備會計是理解貨幣政策選項的關鍵。
一個主權國家的政府通常在該國的中央銀行有一個操作賬戶。從這個賬戶中，政府可以進行支出，也可以獲得稅收和接受其他資金流入。每個商業銀行在中央銀行也有一個賬戶，通過這個賬戶管理其準備金（即清算和結算銀行間交易的資金）。
當一個政府花錢時，其財政部在其中央銀行的經營賬戶中記入貸方，並將這筆錢存入私人銀行賬戶。這些錢增加了商業銀行部門的存款總額。稅收起着相反的作用：納稅人把錢存入他們的銀行賬戶支付給政府；因此，商業銀行部門的存款減少了。

#### 政府債券與利率維持
幾乎所有央行都設定了利率目標，並通過公開市場操作來確保基準利率保持在目標水平。現代貨幣論認爲發行政府債券最好被理解爲一種抵消政府支出的行動，而不是爲政府支出提供資金的要求。
在大多數國家，商業銀行在中央銀行的準備金賬戶必須在每天結束時有一個正餘額；在一些國家，這個數額被具體設定爲銀行的負債，即客戶存款的一個比例。這就是所謂的準備金要求。在每天結束時，商業銀行必須檢查其準備金賬戶的狀況。那些有赤字的國家可以選擇從中央銀行借入所需的資金，中央銀行可能會對它們所借的金額收取一定的貸款利率（有時稱爲貼現窗口或貼現率）。另一方面，擁有超額準備金的銀行可以簡單地將其留在中央銀行，並且從中央銀行獲得支持利率。有些國家，如日本，支持利率爲零。
準備金超過需要的銀行將願意在銀行間拆借市場上貸款給準備金短缺的銀行。盈餘銀行將希望獲得比中央銀行支付的準備金支持率更高的利率；而赤字銀行將希望支付比中央銀行收取的貸款貼現率更低的利率。因此，他們會互相貸款，直到每個銀行都達到了他們的準備金要求。在一個平衡的體系中，總準備金剛好足夠所有銀行滿足需求，短期銀行間拆借利率將處於支持利率和貼現率之間。
準備金超過需要的銀行將願意在銀行間拆借市場上貸款給準備金短缺的銀行。盈餘銀行將希望獲得比中央銀行支付的準備金支持率更高的利率；而赤字銀行將希望支付比中央銀行收取的貸款貼現率更低的利率。因此，他們會互相貸款，直到每個銀行都達到了他們的準備金要求。在一個平衡的體系中，總準備金剛好足夠所有銀行滿足需求，短期銀行間拆借利率將處於支持利率和貼現率之間的範圍。
在現代貨幣論框架內，政府支出向商業銀行體系注入新的儲備，而稅收將這些儲備從銀行體系中抽走，政府行爲會對銀行間借貸產生立竿見影的效果。如果在某一天，政府的支出超過了稅收，儲備金就被添加到了銀行系統中（見垂直交易）。這一行動通常會導致全系統的準備金過剩，各銀行競相借出其超額準備金，迫使短期利率降至支持利率（如果沒有支持利率，則爲零）。在這一點上，銀行只需將準備金盈餘留在央行，賺取支持利率。
另一種情況是，政府在某一天收到的稅收超過了它的支出。那麼就可能出現全系統的儲備赤字。因此，剩餘資金將成為銀行間市場的需求，故此，短期利率將上升到貼現率。由此可見，如果中央銀行希望將目標利率維持在支持利率舆貼現率之間，就必須管控系統中的流動性以確保銀行系統中有正確的準備金。
中央銀行通過在公開市場上買賣政府債券來管控流動性。當銀行系統中存在超額準備金時，中央銀行出售債券、從銀行系統中移除準備金，因爲私人部門會為了消除債券 支付金錢。當系統中儲備不足時，中央銀行從私營部門購買政府債券，增加銀行系統的儲備。
中央銀行購買債券僅僅是通過創造貨幣，它沒有任何形式的融資。是向銀行體系淨注入準備金。如果中央銀行要維持目標利率，那麼它就必須在公開市場上買賣政府債券，以維持系統中正確的儲備金數額。

### 國外部份

#### 進口及出口
現代貨幣論的支持者如沃倫·莫斯勒聲稱貿易赤字是可持續的，在短期內有利於提高生活水平。進口對進口國來說是一種經濟利益，因爲它們爲進口國提供了真正的貨物。然而，出口對出口國來說是一種經濟成本，因爲它損失了本來可以消費的實際商品。然而，轉移到外國所有權的貨幣代表了對該國商品的未來要求權。
廉價進口品還可能造成以較高價格提供類似貨物的當地公司倒閉，從而造成失業，但市場和貿易協定的支持者將這種考慮稱爲基於價值的主觀考慮，而不是以經濟為基礎：   由一個國家決定它是否更看重廉價進口的好處，而不是看重特定行業的就業。同樣，一個過度依賴進口的國家可能會面臨供應衝擊，如果匯率大幅下降，雖然中央銀行可以，也確實在外匯市場上交易，以避免匯率的衝擊。

#### 國外部份和政府
現代貨幣論認為只要市場對於發行國貨幣的需求存在，不管債券持有人是不是外國人，當債務以本國貨幣支付時，政府永遠不會破產；這是因爲政府在創造自己的法定貨幣方面不受限制（儘管債券持有人可以通過轉換爲當地貨幣來影響匯率）。
現代貨幣論確實同意主流經濟學理論的一些觀點，即外幣債務對政府來説是一種財政風險，原因是負債的政府無法創造外幣。在這種情況下，政府償還外債的唯一方法是確保其貨幣在其希望償還債務的期間內持續受到外國人的高需求；匯率崩潰可能會使債務在漸進過程中成倍增加，使其無法償還。在這種情況下，政府可以違約，或試圖轉向出口導向型戰略，或提高利率，以吸引外國投資的貨幣。任何一個都會對經濟產生負面影響。

## 政策相關建議
經濟學家斯蒂芬妮·凱爾頓（Stephanie Kelton）解釋了現代貨幣論在2019年3月提出的幾個觀點:   
- 在現代貨幣論主導下，財政政策（即政府的稅收和支出決定）是實現充分就業的主要手段，將預算赤字確定在實現這一目標所必需的水平上。在主流經濟學中，貨幣政策（即中央銀行對利率和資產負債表的調整）是主要的機制，假設有一個足夠低的利率來實現充分就業。Kelton表示，“在經濟衰退時降息是無效的”，因爲企業預期利潤微薄，客戶稀少，即使利率非常低，也不會投資。
- 政府利息支出與利率成正比，因此提高利率是一種刺激手段（在其他條件不變的情況下，提高利率會增加預算赤字，向私人部門注入資金）；降低利率則是一種緊縮手段。
- 實現充分就業可以通過中央資助的就業保障來實現，這一保障起到了自動穩定器的作用。當私營部門就業崗位充足時，政府在有保障就業崗位上的支出較低，反之亦然。
- 在現代貨幣論主導下，擴張性財政政策，即創造貨幣爲購買提供資金，可以增加銀行儲備，從而降低利率。在主流經濟學理論中，擴張性財政政策，即發債和支出，會導致利率上升，因而擠出經濟活動。

經濟學家約翰·哈維（John T. Harvey）在2019年3月解釋了現代貨幣論的幾個前提及其政策含義:   
- 私人部門將勞動力視爲一種需要最小化的成本，因此，如果政府不創造就業機會（比如通過就業保障），就不能指望私人部門實現充分就業。
- 公共部門的赤字是私營部門的盈餘，反之亦然，通過會計身份，在柯林頓時代的預算盈餘期間增加了私營部門的債務。
- 創造貨幣激活了閒置資源，主要是勞動力。不這樣做是不合乎道德的。
- 需求可能對利率變化不敏感，因此一個關鍵的主流假設，即較低的利率導致較高的需求，是值得懷疑的。
- 創造貨幣爲政府開支提供資金以實現充分就業是一種“免費午餐”。失業是一種負擔；充分就業則不是。
- 僅僅創造貨幣並不會造成通貨膨脹；當經濟處於充分就業狀態時花費這些貨幣才會造成通貨膨脹。

現代貨幣論表示，“借入”一詞用在主權政府的財政操作上是不恰當的，因爲政府只是接受自己的借據，沒有人能借回自己的債務工具。主權政府通過發行自己的債務而負債，這些債務對私營部門來說是金融財富。現代貨幣論聲稱：“私人債務是債務，但政府債務是私人部門的金融財富。”
在這一理論中，主權政府的支出能力不受財政約束；政府可以購買任何以其發行的貨幣出售的東西；然而，可能存在政治約束，如債務上限法。唯一的限制是，任何經濟部門的過度支出，無論是家庭、企業還是公共部門，都可能造成通脹壓力。
認可現代貨幣論的經濟學家提倡政府所資助的就業保障計畫，以消除非自願失業。支援者表示，這種活動可以與價格穩定相一致，因為它直接針對失業，而不是試圖通過更大規模的經濟刺激來間接增加私營部門創造的就業機會，並維持工作力的“緩衝庫存”，當就業機會可用時，可以很容易地轉向私營部門。就業保障計畫也可以被認爲是經濟的自動穩定器，當私營部門活動降溫時，就業保障計畫會擴張，當私營部門活躍時，就業保障計畫的規模會縮小。
認可現代貨幣論的經濟學家還聲稱量化寬鬆政策不太可能產生其倡導者所希望產生的效果。在現代貨幣論機制下，QE── 央行購買政府債務── 只是一種資產互換，將計息美元換成不計息美元。這一過程的淨結果不是向實體經濟注入新的投資，而是推高資產價格，將資金從政府債券轉向股票等其他資產，從而加劇了經濟不平等。英格蘭銀行對量化寬鬆的分析證實，它讓最富有的人獲得了不成比例的好處。
認可現代貨幣論的經濟學家聲稱通過新的或增加的稅收來從經濟中抽走多餘的錢，可以更好地控制通貨膨脹（而不是通過設定利率）。這些增稅將針對每個人，而不僅僅是億萬富翁，原因是大部分支出是由普通美國國民所承擔的。

## 实例
一些經濟學家聲稱在1990年代中期以后，日本成為了实践现代货币论的先行国家，它大量發行货币，但没有惡性通货膨胀；不追求预算與支出平衡，通过零利率甚至负利率來保障国债利息支出不爆炸；課徵消费税以保障基本社会福利与社会基础设施更新。
2022年斯里兰卡的经济、金融和债务危机发展成政治危机。《华盛顿邮报》在一篇评论文章中指出，斯里兰卡“是全球第一个根據现代货币论 印钱的国家”。斯里兰卡前中央銀行行长W. D. Lakshman被不少人視為现代货币论的忠实支持者——他曾多次对公众保证，不必担心公债的问题，斯里兰卡需要做的就是“增加国内债务的比例”。然后问题就会得到解决，因为“国内货币债务......在一个拥有印钞主权的国家，正如现代货币論理论家所认为的那样，并不是一个大问题。”然而， 現代貨幣論專家Stephanie Kelton及Fadhel Kaboub認為，斯里蘭卡政府所實施的財政及貨幣政策（現代錢幣論政策）與認可現代貨幣論的經濟學家所提出的建議幾乎沒有相似之處。

## 常見的誤解
現代貨幣論常與僅僅主張透過不斷印製紙幣來刺激經濟的現代錢幣論(Modern Money Theory)相混淆，但事實上兩者完全不同，後者更像是前者的一種稻草人版本。

### 被誤以為僅僅主張印鈔來解決經濟問題
宣揚托洛斯基主義的左翼組織 國際社會主義傾向 的成員曾經在其官方網站《為馬克思主義辯護》上發表文章，宣稱現代貨幣論是凱恩斯主義的一種復興版本，這篇文章的作者宣稱凱恩斯主義是著名經濟學家約翰·梅納德·凱恩斯為確保資本家在經濟大蕭條持續時仍然能夠繼續剝削勞動者一事而創立的，雖然作者讚揚凱恩斯正確地認識到舊古典派所擁護的自由放任資本主義 的理論有很多缺陷，但是作者亦聲稱科學社會主義的創立人卡爾·馬克思早在數十年前就發現了這一點，作者也宣稱凱恩斯擁護資產階級，並且致力於捍衛資本主義制度，作者亦宣稱凱恩斯曾經在其著作《通論》中建議國家把金錢埋在地底並讓工人掘出這些金錢，這樣的話 這些工人便會有足夠的金錢去消費，藉此促進經濟，這篇文章的作者宣稱凱恩斯表示他認為這種方法能夠被用以消除所有失業現象，但作者宣稱這些政策最後都產生不了甚麼效果，最後連凱恩斯也被迫承認自己失敗了。
接着，根據這篇文章的作者所提出的説法，舊凱恩斯主義及現代錢幣論同樣認為只要不斷把錢發給民眾，便能使經濟增長得以持續下去，作者亦宣稱：
就像他們的傳統凱恩斯主義先驅者那樣，MMT的支持者認爲永遠不應該有任何衰退，也不應該有任何緊縮和平衡預算的需要，因爲政府總是可以通過印鈔和支出來介入。我們被告知只要一個國家有自己的「獨立」貨幣，政府就永遠不會缺錢，原因是國家總是可以選擇透過「印製」更多的貨幣來償還任何債務。——亜當·布斯，〈馬克思主義、凱恩斯主義與資本主義危機〉
但隨後作者指出貨幣不等於價值，貨幣只是在市場上流通的商品的價值的一種表現形式，產品及服務是無法以這種方式被印製出來的，此外，把錢發給民眾不代表他們一定會使用這些錢，而且不斷印製紙幣來支付費用會製造大量將來要償還的債務並會因供不應求的情況出現一事而造成通貨膨脹，還有，不斷生產產品以確保不會有人失業並不符合資本家式生產方式的原則，這條原則要求資本家不斷追求利潤而非讓人們獲得一份工作。
其後，根據作者所提出的説法，舊凱恩斯主義既沒有任何關於階級的理論，也無法妥善解答為何生產力沒有得到充分利用、為何經濟狀況會陷入惡性循環、為何國家必須干預經濟以挽救市場經濟體制 這些問題，只是單純以「產能過剩」這一術語為解答方案，卻解釋不了背後的原因，故此舊凱恩斯主義及現代錢幣論只能夠被用以暫時舒緩資本主義制度所面臨的困境，它們不能夠被用以徹底解決這些問題，作者宣稱只有馬克思主義對這些問題作出了清晰的分析和提出了有效的替代方案。
然而，有人認為 這篇文章中所謂的現代貨幣論論點實際上是現代錢幣論論點，兩者的觀點完全不同，事實上 現代貨幣論深刻地意識到不斷印製紙幣會造成通貨膨脹，因此它不主張無止境地印製紙幣，而是主張視情況而作出決定，它也不認為貨幣等於價值本身，而是認為貨幣的價值大小取決於多種因素，更不認為國家能夠完全忽視赤字及預算平衡等等，而且現代貨幣論所提出的建議更加複雜，涉及税收及信貸等不同的方面。此外，有人認為 這篇文章的作者誤以為舊凱恩斯主義是凱恩斯主義的唯一一個分支，因而對他眼中 凱恩斯主義粗淺的理論表現出輕視的態度，但事實上 舊凱恩斯主義並不是凱恩斯主義的唯一一個分支，凱恩斯主義有其他分支，新凱恩斯主義、紐凱恩斯主義及後凱恩斯主義等凱恩斯主義的其他部份分支有很多複雜的理論，在解釋工資、價格、利率、流動性偏好及流動性陷阱等概念的相關問題的方面上提出了詳細的解答方案，可見凱恩斯主義並非僅僅以其關於生產力過剩的觀點試圖解釋所有現象。凱恩斯建構了完整的理論體系。庸俗凱恩斯主義則主張僅僅透過增加開支（例如不斷進行公共建設工程）來維持經濟增長而不主張僅僅透過發放錢幣給人們來製造需求。此外，有人認為 擁護後凱恩斯主義的一些經濟學家也在研究資本主義發展史的方面上作出了不少貢獻，當中更有部份人支持馬克思主義。

### 部份托洛斯基主義者對現代貨幣論的論據的曲解
針對一些馬克思主義者對現代貨幣論所作出的錯誤描述，托洛斯基主義組織 國際社會主義前進 的成員在其所發表的文章〈作為馬克思主義者，我們應如何看待現代貨幣理論（MMT）？〉中對另一個托洛斯基主義組織 國際社會主義替代 的成員在其所發表的文章〈現代貨幣理論或馬克思主義？〉中所提出的關於現代貨幣論的説法作出了詳細批駁，根據〈現代貨幣理論或馬克思主義？〉的作者所提出的説法，現代貨幣論即是現代錢幣論，這個理論認為如果貨幣源自國家，那麼國家就可以隨意創造和銷毀貨幣，這篇文章的作者也宣稱現代錢幣論認為必須先徵税才能開展公共建設工程，同時 作者表示他認為這兩個觀點互相矛盾，並且以貨幣數量論的觀點指出國家無法任意確定貨幣量而不造成經濟中斷，在其他條件相同的情況下，貨幣過多供應就會導致通貨膨脹。
然而，這一系列言論這受到了〈作為馬克思主義者，我們應如何看待現代貨幣理論（MMT）？〉的作者的猛烈抨擊，其宣稱現代貨幣論從未認為國家可以隨意創造和銷毀貨幣，現代貨幣論認為在商品經濟尚未成熟發展的時期中，貴金屬是普遍採行的等價物形式，在商品經濟成熟發展後的資本主義時期中，社會使用了錨定定量貴金屬的紙幣，然後是現代完全由國家信用作保的法幣，國家信用作保的基礎是該國的生產力與總體經濟，並且指出在經濟學家史蒂芬妮凱爾頓的著作中，她強調現代貨幣論支持徵收富人税作為減少不平等的手段，還支持開徵罪惡稅，但現代貨幣論亦反對將國家財政開支的前提設定在徵稅上，事實上，政府向企業課徵多少稅與國家可以進行多少財政開支根本沒有直接關係，一切問題的根源是資源的產權，當法定貨幣已經不受金本位制度的限制、不代表定量的黃金、國家可以因為政治因素來決定法幣發行量之時，事實上法定貨幣已經不是甚麼稀缺資源，這篇文章的作者也批駁了貨幣數量論，其宣稱貨幣供給總量與通貨膨脹沒有直接關係，與通膨直接相關的是消費力與生產力之間的對應，當消費力大於生產力時，通貨膨脹就會發生，現今有大量的貨幣根本不被用於任何流通。
這篇文章的作者亦解釋了現代貨幣論的主要觀點事實上是甚麼，並且聲稱現代貨幣論的論點能被用以抨擊新自由主義，因此可以為馬克思主義者所用。有人認為 這篇文章的內容反映了一些托洛斯基主義者對現代貨幣論有一定程度上的了解這一事實。

## 現代貨幣論與主流的凱恩斯主義理論之間的對比
現代貨幣論可以在多個方面上與主流凱因斯主義的經濟學理論進行對比：   
| 主題                 | 主流的凱恩斯主義理論的論點 | 現代貨幣論的論點                                                                                       |
| -------------------- | --- | --- |
| 為政府支出提供資金   | 主張將稅收和發行債券（債務）作為為政府支出提供資金的首選方法[[Category:自2022年11月]]。                                                                        | 建議政府透過存入銀行帳戶來資助支出。                                                                   |
| 徵稅目的             | 為了償還中央銀行借給政府的利息債務，這些債務被投入到經濟中，納稅人需要償還[[Category:自2022年11月]]。                                                          | 主要是為了拉動貨幣需求。稅收的次要用途包括降低通貨膨脹、減少收入不平等和阻止不良行為。                 |
| 實現充分就業         | 主要策略為採用貨幣政策；央行擁有充分就業和穩定物價的“雙重使命”，但這些目標並不總是相容的。例如在二十世紀八十年代初，用於降低通貨膨脹的高利率也造成了高失業率。 | 主要策略是財政政策；維持足夠大的預算赤字，以透過就業保障實現充分就業。                                 |
| 對通貨膨脹的控制     | 由貨幣政策所驅動；央行設定與穩定物價水準一致的利率，有時也會設定目標通膨率。                                                                                   | 由財政政策所驅動；政府對每個人加稅，以從私營部門轉移資金。工作保障也提供NAIBER，它被用作通膨控制機制。 |
| 設定利率             | 由央行所管理，實現就業最大化和物價穩定的「雙重使命」。 | 強調説利率目標並不是一項強而有力的政策。 政府可能選擇完全不發行公共債務來維持零利率政策。              |
| 預算赤字對利率的影響 | 在充分就業的情況下，較高的預算赤字可能會擠出投資。 | 赤字支出可以壓低利率，鼓勵投資，從而「擠入」經濟活動。                                                 |
| 自動穩定器           | 主要的穩定因素是失業保險及食品券，它們在經濟低迷時期會增加預算赤字。                                                                                           | 除了其他穩定因素之外，就業保障還會在經濟低迷時期增加赤字。                                             |

## 學術界觀點
學術界人士對現代貨幣論有着各種不同的看法。

### 芝加哥派人士對於現代貨幣論的看法
芝加哥大學布斯全球市場倡議於2019年對頂尖經濟學家進行的一項調查顯示，調查結果顯示他們一致拒絶接受現代錢幣論的主張：「以本國貨幣借款的國家不應該擔心政府赤字，因為它們總能創造資金來為其債務融資。」以及：「以本國貨幣借款的國家可以透過創造貨幣來為他們想要的實際政府支出提供資金。」認可現代貨幣論的經濟學家William K. Black在直接回應這項調查時表示：“MMT學者沒有提出或支持任何一種說法。”多名認可現代貨幣論的學者認為這些説法故意把現代貨幣論扭曲為鼓吹國家不斷印鈔的現代錢幣論以進行稻草人論證。

### 奧地利派人士對於現代貨幣論的看法
屬於奧地利派的經濟學家羅伯特·P·墨菲(Robert P. Murphy)曾經撰文宣稱現代貨幣論“大錯特錯”，而且“現代貨幣論的世界觀沒有兌現其承諾”。羅伯特聲稱現代貨幣論認為削減政府赤字會侵蝕私人儲蓄，「只會對未投資的私人儲蓄部分來説」是正確的，並且表示用於解釋現代貨幣理論這一方面的論點的國民核算恆等式是某種形式的同義反覆，羅伯特寫道：
我不是在取笑尼克·罗，他是一位专业的经济学家，他写了一些非常微妙的文章，把MMT和更正统的主流经济学联系起来。可是 看看他被迫输入的内容：「将『私人储蓄』定义为『私人储蓄减去投资』。」正如我在对罗的回应中所指出的，如果我们把「私人储蓄」定义为「私人储蓄」，那么我对MMT的批駁就站得住脚了。——羅伯特·P·墨菲，〈MMT的顛倒世界〉
羅伯特亦聲稱國民核算恆等式同樣可以被用來支持關於政府赤字「擠出」私人部門投資一説的論點，最後他總結道：「MMT的世界觀是耐人尋味的，因爲它甚至與普通的凱恩斯主義者思考財政和貨幣政策的方式都有很大不同。不幸的是，在我看來，這是大錯特錯的。現代貨幣論者專注於會計同義反復，而這並不意味着他們所想的。」。然而，一些意見認為在這篇文章中，由於羅伯特僅僅指出了當中的一些缺陷而沒有進一步分析現代貨幣論的論點，因此他沒能駁斥這個理論，這反映了奧地利派偏激且缺乏理論深度的一面。

### 凱因斯主義者對於現代貨幣論的看法

#### 紐凱因斯主義者對於現代貨幣論的看法
擁護紐凱因斯主義的著名經濟學家、主流經濟學界的重要人物、諾貝爾經濟學獎得主保羅‧克魯曼表示他認為現代錢幣論對政府預算赤字的支持太過分了，忽視了經濟成長時維持預算赤字對通貨膨脹的影響。克魯曼將現代錢幣論者描述為「卡爾文球」，它是連環漫畫《卡爾文與霍布斯》中的一種遊戲，玩家可以隨意改變規則。然而，不少認可現代貨幣論的經濟學家聲稱保羅‧克魯曼故意扭曲了他們所持有的觀點。認可現代貨幣論的犯罪學家威廉·K·布萊克於2019年3月15日撰文宣稱保羅‧克魯曼曾經在一篇被發表於2011年3月26日的專欄文章中承認他知道現代貨幣論認為如果赤字導致實際資源出現短缺的情況  那麼赤字可能會產生很大影響這一事實，但保羅‧克魯曼在往後的很多年𥚃仍然多次對這個理論進行稻草人論證以欺騙閲讀其作品的人，他既沒有引用認可現代貨幣論的經濟學家的作品的內容來證明自己地描述了這個理論的論點，也無視了現代貨幣論者對他所提出的批駁意見所作的反駁，威廉對保羅·克格曼批評道：「克魯曼的肆無忌憚的每一個方面在論理上都是錯誤的、不誠實的、不合乎道德的和極其古怪的。」

#### 後凱因斯主義者對於現代貨幣論的看法
擁護後凱因斯主義的經濟學家托馬斯·帕利表示，現代貨幣論在很大程度上是對基本的凱因斯主義經濟學理論的重述，但容易出現「過於簡單的分析」並低估其政策影響的風險。帕利不同意現代貨幣論的一些説法，即標準的凱因斯主義分析方法並沒有完全捕捉到可以發行自己貨幣的政府的會計恆等式和財務限制。他説與標準的凱因斯主義股票流量一致的IS-LM模型很好地捕捉了這些見解，並且幾十年來擁護凱因斯主義的經濟學家已經很好地理解了這些見解。他也表示，現代貨幣論「假定了財政貨幣衝突問題」 ，也就是説制定支出預算的政府機構（例如立法機構）可能會拒絕與控制貨幣供應的政府機構合作（例如，中央銀行）。他表示，現代貨幣論認可者提出的政策將在靈活匯率的開放經濟中造成嚴重的金融不穩定，而使用固定匯率將恢復對政府的嚴格財務約束，並「破壞MMT關於主權貨幣使政府擺脫標準市場紀律的主要主張和財政限制」。他說，現代貨幣論缺乏合理的通貨膨脹相關理論，特別是在最後雇主政策中充分就業的背景下，該政策首先由海曼·明斯基提出，並且由比爾·米切爾和其他認可現代貨幣論的理論家所倡導；對永久零利率可能造成的金融不穩定缺乏認知；以及誇大政府創造的貨幣的重要性。帕利的結論是，現代貨幣論沒有提供關於貨幣論的新見解，同時對宏觀經濟政策提出了未經證實的主張，而且現代貨幣論最近才受到關注，因為它是“蕭條時期的政策爭論” 。
馬克·拉沃伊(Marc Lavoie)表示他認為 雖然新憲章主義的論點“本質上是正確的”，但是其許多反直覺的主張依賴於政府與中央銀行業務之間的“令人困惑的”和“虛構的”整合，這就是帕利所説的「財政貨幣衝突的問題」。
約翰·肯尼斯·加爾布雷思(John Kenneth Galbraith)的兒子詹姆斯·K·加爾布雷思(James K. Galbraith)曾經表示他認可現代貨幣論，並且於2010年為莫斯勒的著作《經濟政策的七首致命的無辜詐欺》撰寫了前言。 

### 現代貨幣論者對批駁意見所作的反駁
圖表主義對於貨幣本身的看法和現代貨幣論對稅收在驅動貨幣方面的重要性的強調 是受到批駁的根源。2015年，三位認可現代貨幣論經濟學家 斯科特·富威勒（Scott Fullwiler）、史蒂芬妮·凱爾頓（Stephanie Kelton）和L.蘭德爾·華雷（L. Randall Wray）針對他們所認為的主要批駁意見作出了回應。

## 作為紐古典派經濟學理論的延伸
現代貨幣論可以被視為紐古典派經濟學理論的延伸；該理論是基於透過效用函數及預算約束來實踐消費者效用最大化、壟斷競爭中企業利潤最大化以及商品供需平衡等原則一事而被創立的。該理論提出以下幾個論點：   
- 當經濟成長時，持續的預算赤字對於維持充分就業是必要的，而這些赤字不需要由未來的盈餘來彌補。
- 當實際預算赤字超過維持充分就業的必要和充分水準時，就會發生通貨膨脹。為了避免進一步的通貨膨脹，有必要維持一定程度的預算赤字。
- 預算赤字不足會導致經濟衰退和非自願失業。為了從中恢復過來，財政赤字必須超過維持充分就業所需的水準。由於即使在充分就業恢復之後仍需要持續的預算赤字，因此克服衰退的額外財政支出不需要也不應該被未來的預算盈餘所抵消。

## 延伸阅读
- Mitchell, Bill, , Macmillan Publishers, February 2019  [2022-05-19], ISBN 9781137610676, （原始内容存档于2022-05-19）
- Innes, A. Mitchell, , The Banking Law Journal, 1913  [28 January 2009], （原始内容存档于22 October 2016）
- Lerner, Abba P., , American Economic Review, 1947
- Wray, L. Randall,  (Working Paper No. 10), UMKC Center for Full Employment and Price Stability, 2000  [5 October 2009], （原始内容存档于20 October 2019）
- Wray, L. Randall,  (Working Paper No. 17), UMKC Center for Full Employment and Price Stability, 2001  [5 October 2009], （原始内容存档于15 March 2017）
- Febrero, Eladio,  (PDF), Journal of Post Keynesian Economics, 2009, 31 (3): 523–541  [2022-05-19], CiteSeerX 10.1.1.564.8770 , S2CID 154990728, doi:10.2753/PKE0160-3477310308, （原始内容 (PDF)存档于2012-10-10）
- Mitchell, Bill, , 2009, in "It's Hard Being a Bear (Part Six)? Good Alternative Theory?" (PDF). Introduction to modern (as of 2009) Chartalism.
- Wray, L. Randall,  (PDF) (Working Paper No. 647), Levy Economics Institute of Bard College, December 2010
- Mosler, Warren,  (PDF), University of Bergamo, March 2014  [2020-06-28], （原始内容 (PDF)存档于2020-02-28）
- Wray, L. Randall. . Houndmills, Basingstoke, Hampshire New York, NY: Palgrave Macmillan. 2015: 137–141, 199–206. ISBN 978-1-137-53990-8.
- Mitchell, Bill, , Macmillan Publishers, February 2019  [2022-05-19], ISBN 9781137610676, （原始内容存档于2022-05-19）
- Kelton, Stephanie, , John Murray, 2020, ISBN 978-1-529-35252-8
- Tcherneva, Pavlina, , Polity, 2020, ISBN 978-1-509-54210-9